# Exocentroides flavipennis
Exocentroides flavipennis là một loài bọ cánh cứng trong họ Cerambycidae.